# Bodovaljci
Bodovaljci su naseljeno mjesto u Republici Hrvatskoj u općini Vrbje u Brodsko-posavskoj županiji. 

## Zemljopis
Nalaze se 5 km sjeverno od rijeka Save, susjedna sela su Zapolje na sjeveru, Laze na istoku, Orubica na jugu i središte općine Vrbje na zapadu. 

## Stanovništvo
Prema popisu stanovništva iz 2011. godine Bodovaljci su imali 552 stanovnika, dok su 2001. godine imali 633 stanovnika od toga 620 Hrvata. 
| broj stanovnika | 456   | 487   | 446   | 559   | 553   | 714   | 710   | 762   | 797   | 812   | 805   | 784   | 754   | 708   | 633   | 552   | 410   |
|                 | 1857. | 1869. | 1880. | 1890. | 1900. | 1910. | 1921. | 1931. | 1948. | 1953. | 1961. | 1971. | 1981. | 1991. | 2001. | 2011. | 2021. |

## Šport
- NK Slavonija Bodovaljci